# کیومرث حیدری
کیومرث حیدری (زادهٔ ۱۳۴۳ کرمانشاه) سرتیپ ارتش جمهوری اسلامی ایران است، که از آبان ۱۳۹۵ به‌عنوان هفدهمین فرمانده نیروی زمینی ارتش ایران فعالیت می‌کند.
وی فعالیت نظامی را از سال ۱۳۶۱ در خلال جنگ ایران و عراق به‌عنوان نیروی داوطلب در بسیج آغاز کرد و در سال ۱۳۶۳ به عضویت ارتش جمهوری اسلامی ایران درآمد.
حیدری از ۱۳۷۷ تا ۱۳۸۴ فرماندهی قرارگاه منطقه‌ای جنوب‌غرب نزاجا را برعهده داشت، از ۱۳۸۴ تا ۱۳۸۷ به‌عنوان معاون هماهنگ‌کننده نیروی زمینی ارتش فعالیت می‌کرد و در فاصله سالهای ۱۳۸۷ تا ۱۳۹۵ برای مدت بیش از ۸ سال، جانشین فرمانده نیروی زمینی ارتش بود.

## زندگی‌نامه
کیومرث حیدری در سال ۱۳۴۳ در شهر صحنه، کرمانشاه زاده شد و دوران تحصیلات ابتدایی و متوسطه را در کرمانشاه سپری نمود. وی فعالیت نظامی را پیش از پیوستن به ارتش، از سال ۱۳۶۱ و در خلال جنگ ایران و عراق، به‌عنوان نیروی داوطلب، در بسیج آغاز کرد. حیدری در سال ۱۳۶۳ به نیروی زمینی ارتش پیوست و فعالیت رسمی خود را در لشکر ۸۱ زرهی کرمانشاه و از رسته پیاده آغاز کرد. او در فاصلهٔ سال‌های ۱۳۶۳ تا ۱۳۷۷ فرماندهی دسته، گروهان و گردان را در این یگان تجربه نمود.
حیدری در سال ۱۳۷۷ به فرماندهی قرارگاه جنوب نزاجا منصوب شد و تا سال ۱۳۸۴ در این جایگاه فعالیت کرد. او در سال ۱۳۸۴ درجه سرتیپی دریافت کرد. وی در سال ۱۳۸۴ برای مدت کوتاهی معاونت عملیات نیروی زمینی ارتش را برعهده داشت و در فاصلهٔ سال‌های ۱۳۸۴ تا ۱۳۸۷ به‌عنوان معاون هماهنگ‌کننده نیروی زمینی ارتش (رئیس ستاد نزاجا) فعالیت می‌کرد. حیدری در سال ۱۳۸۷ به‌عنوان جانشین فرمانده نیروی زمینی ارتش منصوب شد و تا آبان ۱۳۹۵ نیز در این جایگاه فعالیت نمود. وی از سال ۱۳۹۵ فرماندهی نیروی زمینی ارتش را برعهده دارد.
او در ۸ اردیبهشت ۱۴۰۰ نشان فتح درجه یک را از طرف فرمانده کل قوا توسط رئیس ستاد کل نیروهای مسلح دریافت نمود. دلایل دریافت این نشان، انجام ماموریت‌های محوله برای ارتقای توان دفاعی و رزمی، تحول در ساختار و تجهیزات نیروی زمینی ارتش، پشتیبانی از نیروهای جبهه مقاومت، حضور مؤثر در مرزهای شرق و شمال شرق کشور و امداد رسانی به موقع در حوادث طبیعی کشور اعلام شده است.

## سوابق
- فرمانده قرارگاه جنوب نزاجا
- معاون عملیات نیروی زمینی ارتش
- معاون هماهنگ‌کننده و رئیس ستاد نیروی زمینی ارتش
- جانشین فرمانده نیروی زمینی ارتش
- فرمانده نیروی زمینی ارتش

## اعتراضات

### اعتراضات آبان ۹۸
کیومرث حیدری در ۲۰ اسفند ۹۹ طی مصاحبه‌ای با پایگاه اطلاع‌رسانی دفتر حفظ و نشر آثار سیدعلی خامنه‌ای به نقش نیروی زمینی ارتش جمهوری اسلامی ایران در سرکوب اعتراضات سراسری آبان ۹۸ اعتراف و از آن به عنوان یکی از «ماموریت‌های استنتاجی افتخارآمیز نیروی زمینی» یاد کرد.
او در این گفتگو اظهار کرد که همزمان با آغاز اعتراضات آبان ۹۸ نیروی زمینی ارتش تحت فرمان او آمادگی خود را برای مشارکت در سرکوب اعتراضات به «محمدحسین باقری»، رئیس ستاد کل نیروهای مسلح جمهوری اسلامی اعلام کرده و او نیز با درخواست مداخله ارتش در سرکوب اعتراضات موافقت کرده است.
حیدری در این مصاحبه همچنین گفته است، «خوشبختانه ایشان پذیرفت و ما توانستیم در برقراری امنیت در داخل شهرهایی که دچار ناآرامی شده بودند، تأثیر به سزایی داشته باشیم و گزارش آن به استحضار رهبر انقلاب هم رسید.»
«تسنیم»، خبرگزاری وابسته به سپاه پاسداران انقلاب اسلامی نیز پیشتر در ۲۱ آذر ۱۳۹۸، با انتشار گزارشی اعتراضات سراسری آبان را «اغتشاشات پراکنده» خوانده و نقش ارتش در سرکوب شهروندان معترض را تأیید کرده بود.
بر اساس این گزارش، «حسین اشتری»، فرمانده نیروی انتظامی در دیدار با «عبدالرحیم موسوی»، فرمانده کل ارتش و هیئت همراه در ستاد ناجا از همکاری سازمان‌ها و دستگاه‌های امنیتی به ویژه ارتش جمهوری اسلامی برای سرکوب اعتراضات سراسری آبان و کنترل ناآرامی‌ها تشکر کرده بود.

### اعتراضات سراسری ۱۴۰۱
کیومرث حیدری در اظهاراتی دربارهٔ خیزش ۱۴۰۱ ایران معترضان را «مگس» خواند و گفت: «اگر امروز آن‌گونه که جامعه انقلابی توقع دارد، با این مگسان برخورد نمی‌شود، اراده رهبر معظم انقلاب است» و «اگر رهبر جمهوری اسلامی ایران فرمان برخورد صادر کند، به‌طور قطع آن‌ها هیچ جایی در کشور نخواهند داشت.»

## جایزه‌ها و نشان‌های افتخار
این بخش شامل نشان‌ها و جایزه‌های رسمی کیومرث حیدری است، که بر روی لباس همسان او نصب می‌شود، ولی جایزه‌های غیرنظامی و غیررسمی را در برنخواهد گرفت.

### آرم‌ها
| آرم‌های سینه             |                       |
| آجا                     | دانشگاه عالی دفاع ملی |
| دانشگاه فرماندهی و ستاد | هیئت معارف جنگ        |
| چتربازی درجه سه         | تانک ذوالفقار         |

| آرم‌های بازو |      |
| نزاجا       | رنجر |

### نوار نشان‌ها
|  |  |  |
|  |  |  |
|  |  |  |
|  |  |  |

### نام نشان‌ها
| نشان فتح درجه۱         | نشان ایثار   |                     |
| دوره دکتری             | نشان جانبازی | نشان ورزش           |
| دوره اول دانشگاه افسری | دوره دافوس   | دوره علوم استراتژیک |
| دوره دوم دانشگاه افسری | دوره مقدماتی | دوره عالی           |